# Puy Violent
Le puy Violent est un sommet des monts du Cantal (Auvergne-Rhône-Alpes) situé non loin du village de Salers. C'est le sommet de plus de 1 500 m d'altitude le plus à l'ouest non seulement du massif du Cantal mais aussi de tout le Massif central (si l'on fait exception de l'épaulement ouest de ce sommet, dénommé la Cumine qui culmine à 1 516 m).

## Toponymie
Le nom en occitan de ce sommet est soit Puei d'Envialant côté nord-occitan, soit Puèg Bialant côté aurillacois,.
Le nom puy Violent ne fait pas référence à une difficulté particulière de son ascension ou à un climat très rude mais est la déformation de Pueg Bialant ou « puy Bêlant » en français, nom peut-être donné en raison de la présence autrefois de troupeaux de moutons en estive autour de ce sommet[réf. nécessaire].

## Géographie

### Topographie

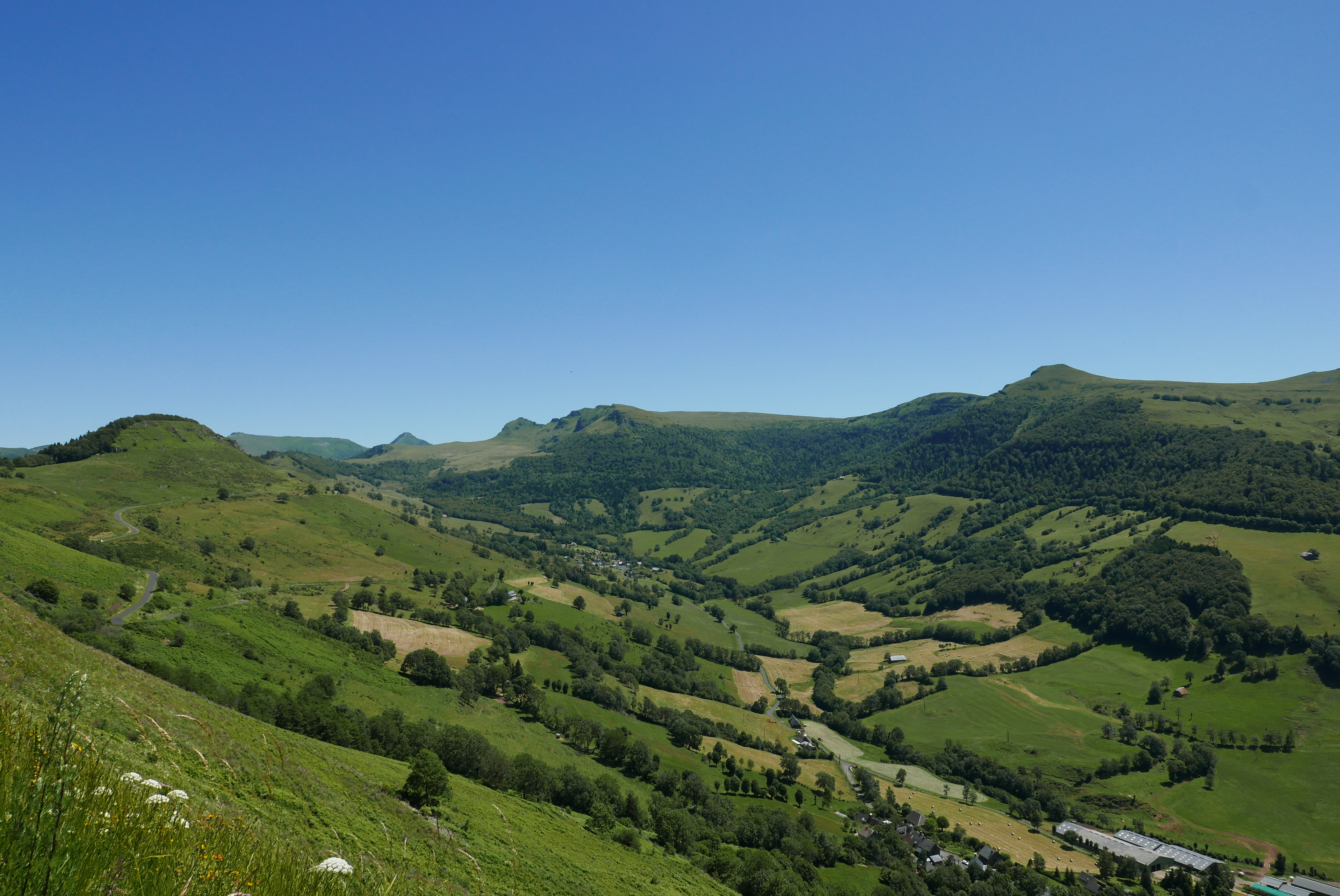
Vue sur la vallée de la Maronne au nord du puy Violent.

En limite des communes de Saint-Paul-de-Salers et du Fau dans le département du Cantal, le puy Violent s'élève à 1 592 m. Situé au nord-ouest du Plomb du Cantal et du puy Mary, il fait partie comme eux du stratovolcan du Cantal.

### Géologie

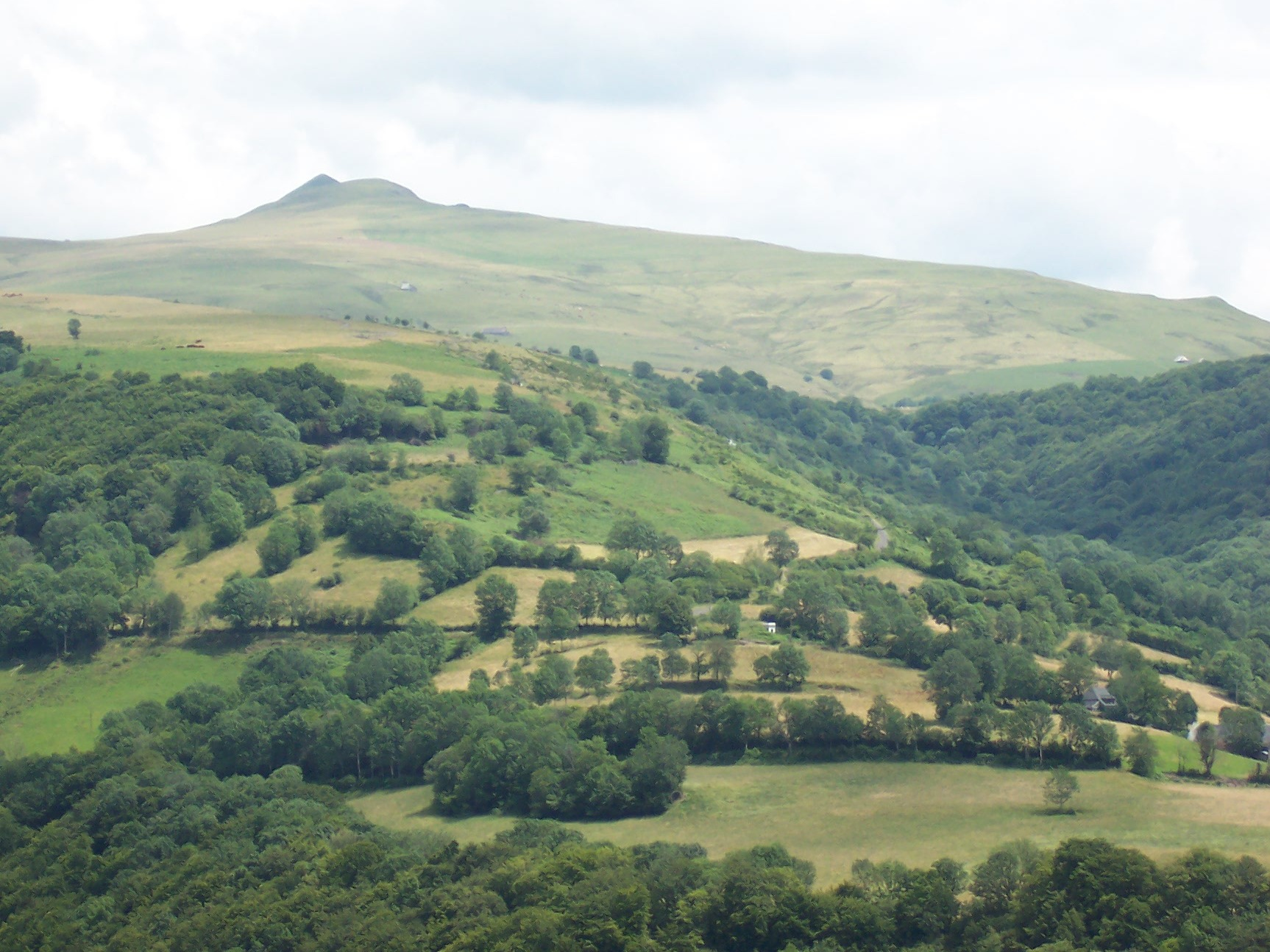
Vue du puy Violent depuis Salers.

Le puy Violent est le point culminant d'un plateau basaltique (planèze) s'étirant en périphérie nord-ouest du massif du Cantal et datant de la fin de l'histoire du stratovolcan, c'est-à-dire il y a 3 ou 4 Ma.